# Abbaye du Saint-Esprit de Sulmona
Pour les articles homonymes, voir Saint-Esprit (homonymie) et Abbaye du Saint-Esprit.
L'abbaye du Saint-Esprit est une ancienne abbaye de moines célestins, située en Italie, dans la commune de Sulmona (Abruzzes, province de L'Aquila).
L'abbaye est de dimensions importantes (119 m x 140 m), elle est ceinte de tours au fondement carré et possède une abbatiale monumentale du XVIIIe siècle, ainsi que des bâtiments monastiques construits autour de trois cours (cloîtres) majeures et deux cours mineures avec des remparts. Le portail d'honneur d'architecture palladienne mesure 3,30 m de largeur. En 1902, l'abbaye est déclarée monument national et elle est gérée par le pôle muséal des Abruzzes depuis décembre 2014.

## Histoire
L'abbaye remonte au milieu du XIIIe siècle ; elle a été consacrée en 1267-1268. Elle a été bâtie sur les pentes du mont Morrone par la volonté du moine-ermite Pierre de Morrone, futur pape Célestin V, qui vivait alors dans un ermitage, l'ermitage Sant'Onofrio al Morrone. L'abbaye érigée sur le site de la chapelle votive Sainte-Marie de Morrone est dédiée au Saint-Esprit et devient l'abbaye-mère de l'Ordre des Célestins. L'abbé général de l'Ordre s'y installe à partir de 1293. C'est d'ici que, en aout 1294, Pierre de Morrone fut emmené au Collemaggio de L'Aquila, pour être intronisé comme pape, choisissant le nom de Célestin V.  
Liée à la règle de saint Benoît et bénéficiant des faveurs du pape, la prestigieuse abbaye jouit de divers privilèges et reçoit de nombreux dons au cours des siècles, ainsi que divers bénéfices. Au XVIe siècle, elle est agrandie dans le style baroque. En 1596, on élève un haut campanile ressemblant à celui de la Santissima Maria Annunziata de Sulmona. Le tremblement de terre de Majella de 1706 endommage gravement l'abbaye, comme d'autres monuments de la région. De vastes travaux exécutés jusqu'en 1730 reconfigurent entièrement l'abbaye, avec notamment la remarquable façade concave surmontée d'un tympan monumental avec une horloge. Les lois napoléoniennes de 1809 expulsent et exproprient les derniers moines célestins (dont l'Ordre avait été supprimé en 1778). Elle devient un hospice, un dépôt de mendicité puis une prison en 1868. jusqu'en 1993.
Cessant d'être une prison, l'abbaye tombe dans un état d'abandon jusqu'en 1997, lorsqu'elle est acquise par la surintendance des biens culturels des Abruzzes. Elle connaît de longues années de restauration.

## L'abbaye

### Intérieur

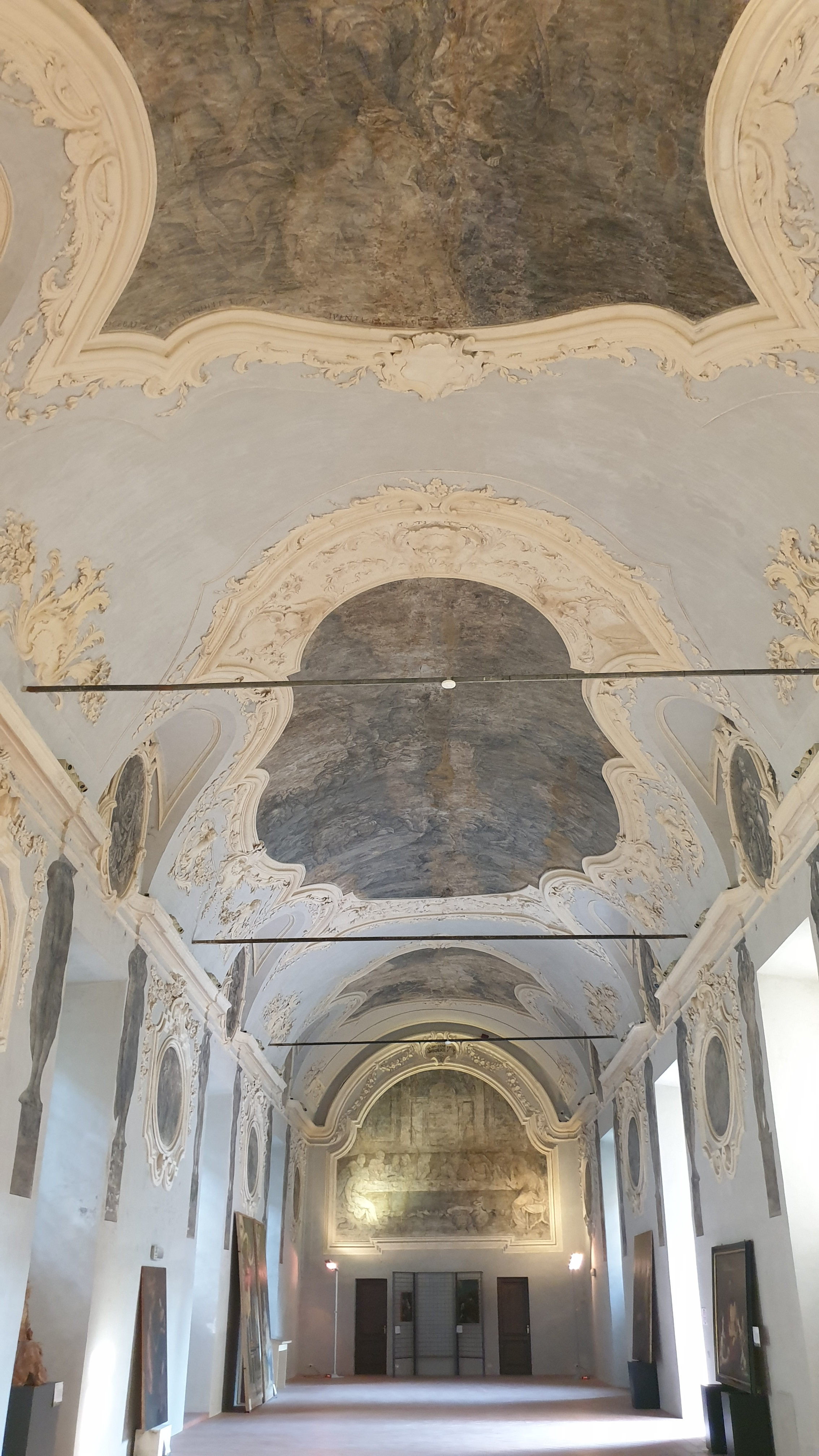
Nef intérieure

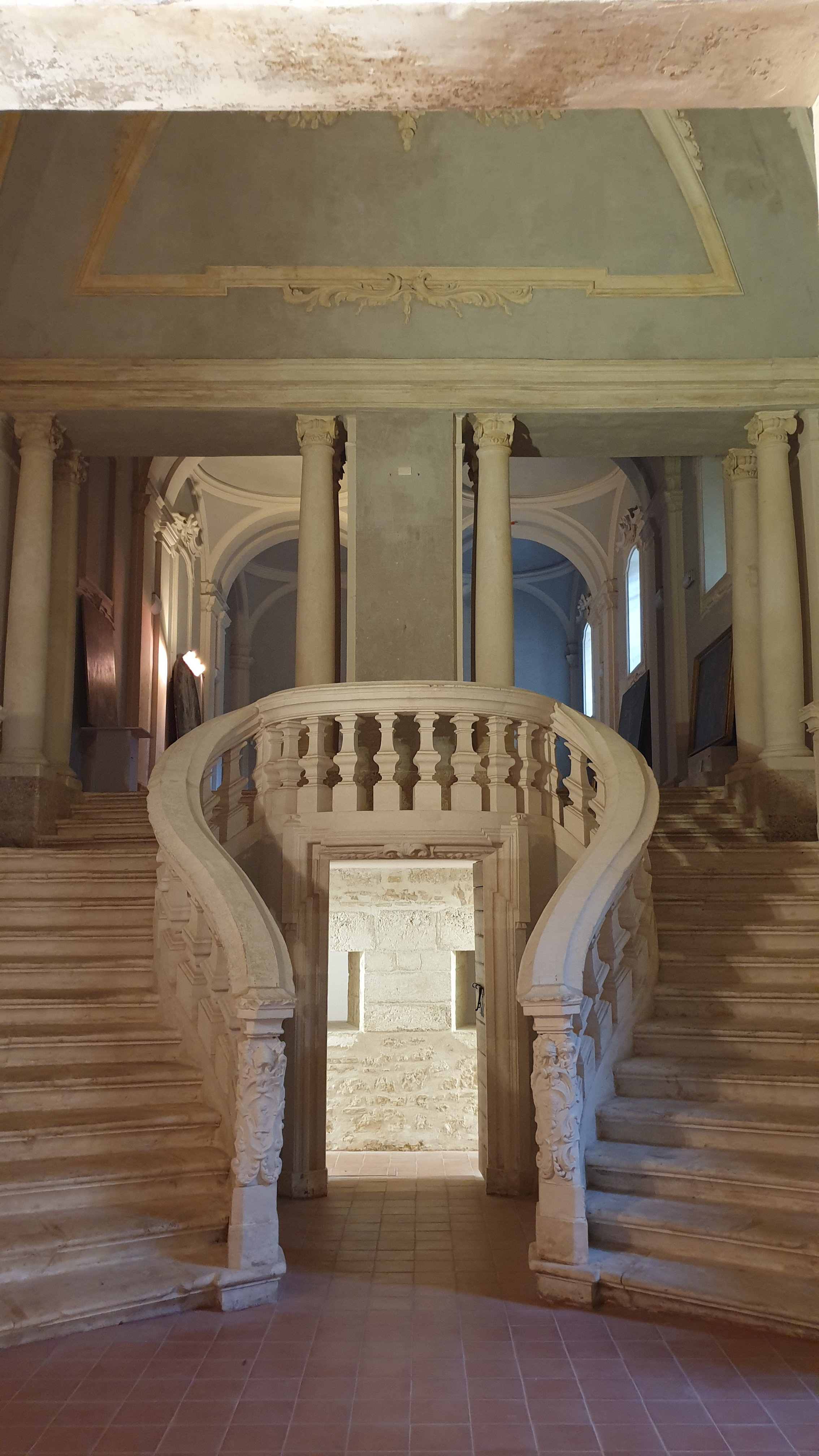
Escalier monumental à double rampe

L'abbaye présente, dès l'entrée, un réfectoire d'intérêt particulier, avec une double entrée précédée par des escaliers jumeaux en courbe, couvert par une voûte en berceau lunettée, décorée de peintures murales monochromes datant de la période 1717-19, œuvre du frère oblati Martinez. Ces peintures sont encadrées de riches stucs et illustrent des scènes classiques tirées de l'Ancien et du Nouveau Testament : les Noces de Cana, les Histoires de la vie de Saint Pierre Célestin, les Vertus cardinales et théologales, et sur le mur du fond, en position centrale, la scène de la Dernière Cène.
L'escalier monumental mène à l'étage supérieur, où se trouvait autrefois la bibliothèque, aujourd'hui regroupée dans la Bibliothèque Civique "Publio Ovidio Nasone" de Sulmona. Elle était divisée en trois nefs avec des piliers à colonnes jumelées, supportant des voûtes en berceau et des coupoles. Les meubles originaux de la pharmacie sont également conservés. Dans la section médiévale du Pôle Muséal de l'Annunziata, plusieurs œuvres provenant de l'abbaye sont présentes, notamment trois toiles représentant des portraits d'abbés de l'ordre, qui se sont succédé depuis la fondation de Pietro Angelerio. On y trouve aussi une paire de stalles en bois de noyer sculpté et le siège central surélevé, doté d'accoudoirs avec des sphinx.
À l'intérieur de l'église proprement dite, à nef unique avec voûte en berceau, il y a deux autels, l'un à droite dédié à Saint Benoît, l'autre à gauche dédié à Saint Pierre Célestin, tous deux ornés de marbres polychromes. Dans l'abside se trouve le chœur à deux rangs de stalles en noyer sculpté ; traditionnellement attribué au sculpteur de Ferdinando Mosca, il a récemment été attribué à Mastro Marchione de Pacentro, qui a signé un contrat avec l'abbé en 1722. Au centre se trouve la toile du XVIIIe siècle de la Descente du Saint-Esprit, œuvre de l'école napolitaine, tandis que sur la contre-façade se trouve la tribune monumentale avec l'orgue reposant sur quatre piliers, œuvre de Giovan Battista Del Frate (1681), doré par Francesco Caldarella de Santo Stefano. La tribune présente un parapet incurvé avec des bas-reliefs reproduisant des motifs végétaux et floraux, et au centre se trouve la balustrade, ornée à l'intérieur d'un ovale avec l'emblème de l'Ordre, ainsi que d'autres ovales plus petits avec les images des abbés les plus importants.

#### Chapelle Caldora et crypte médiévale

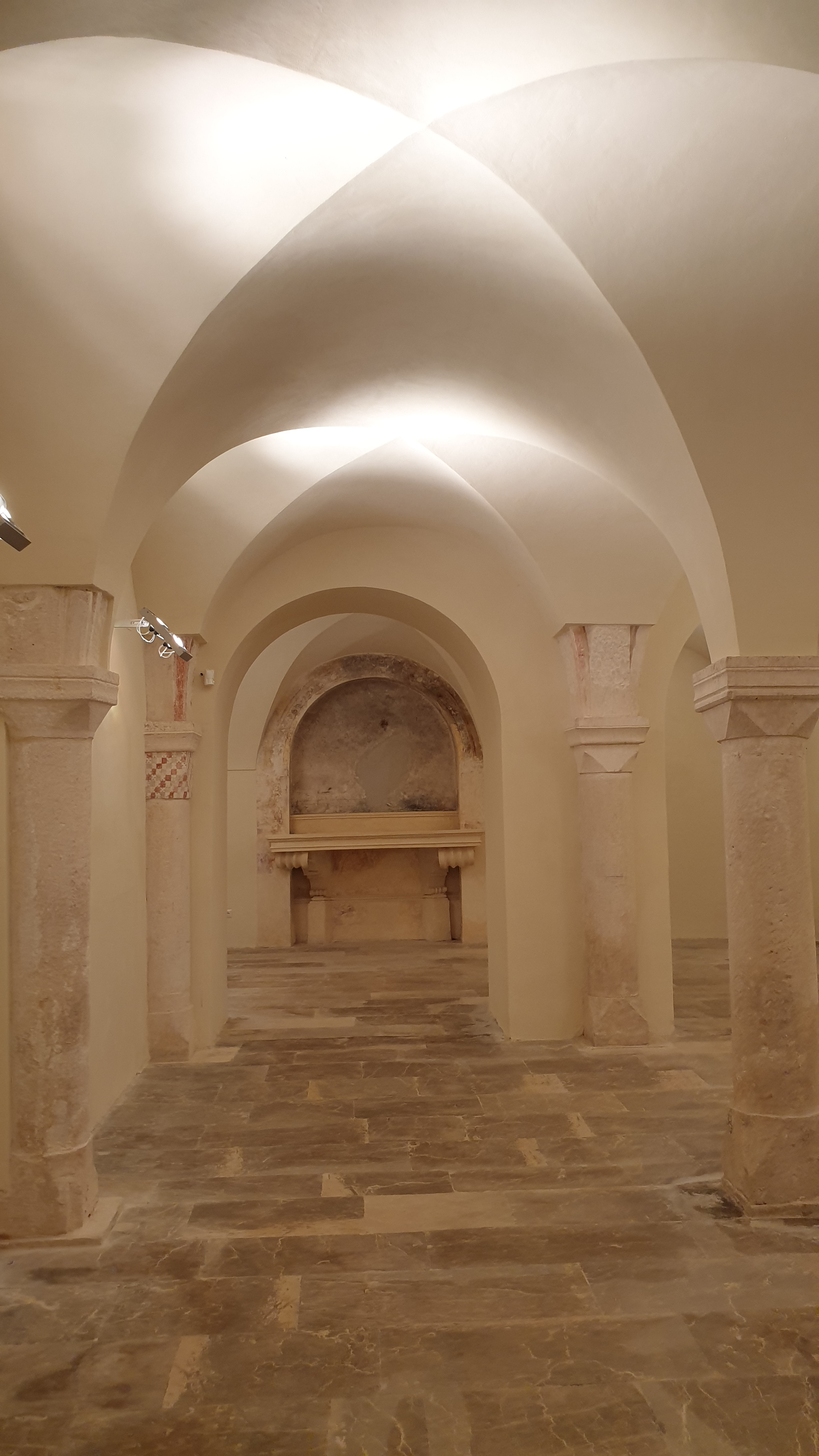
Crypte de la Badia

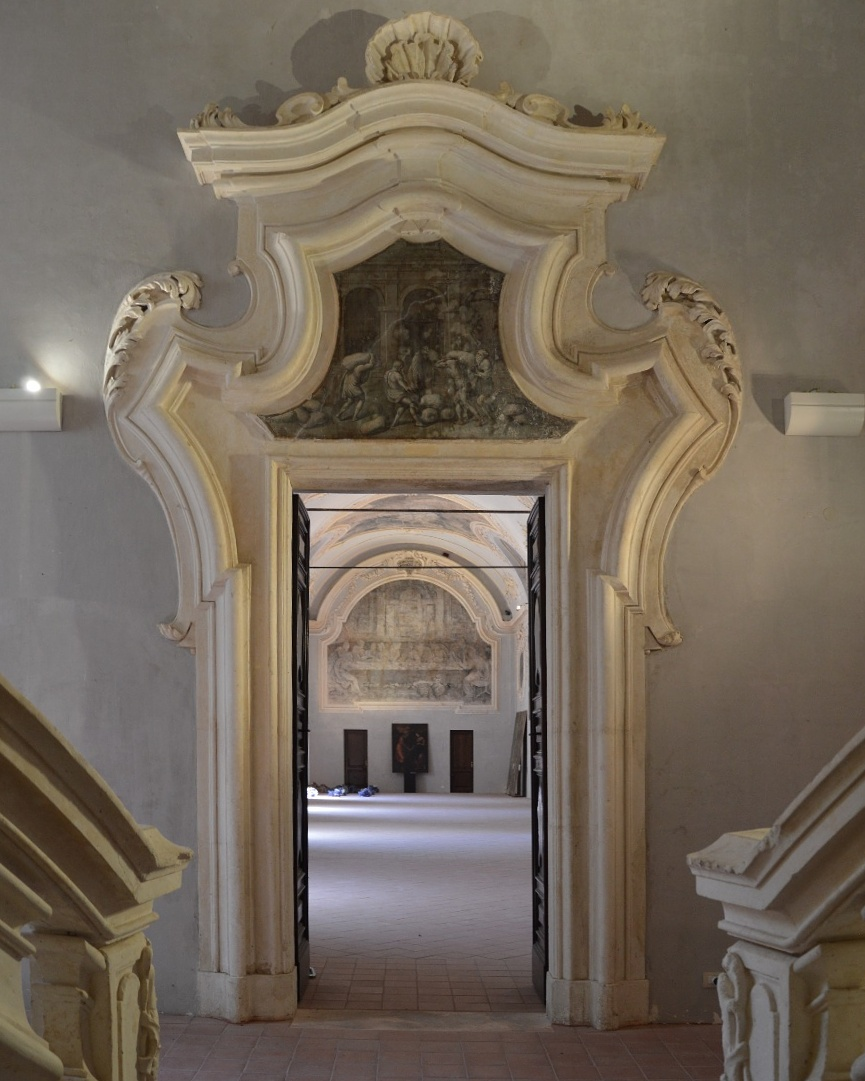
Le réfectoire vu depuis le double escalier jumeau

L'abside abrite un remarquable chœur en bois également de l'époque baroque, d'un auteur inconnu. À gauche du presbytère, se trouve la chapelle dédiée à une noble et puissante famille des Abruzzes, la chapelle Caldora, sous l'une des arcades de laquelle se trouve le sarcophage de Restaino Caldora, œuvre de Gualtiero d'Alemagna (1412).
Gualtiero a également réalisé le mausolée de Pietro Lalle Camponeschi, dans la basilique de San Biagio d'Amiterno à L'Aquila, ainsi qu'un autre monument dans la église de San Domenico à L'Aquila, détruit lors du tremblement de terre de 1703, commandé en 1415 par Maurizia Camponeschi en mémoire de son époux Gaglioffi. Le tombeau Caldora présente plusieurs similitudes avec celui de L'Aquila, l'artiste semble évoluer sur la scène internationale des grands chantiers des cours européennes. Lors de la réalisation des tombeaux, l'artiste s'inspire des monuments funéraires du Dôme de Milan et du Dôme d'Orvieto, ainsi que des tombes des rois d'Anjou à San Domenico Maggiore à Naples. Les caractéristiques stylistiques des personnages, la présence des décorations sur les corniches et les colonnes indiquent la volonté de l'auteur de remplir tous les espaces possibles, dans une manifestation presque évidente d'horreur du vide, la volonté de rendre les figures plastiques, en jouant sur le rythme des jeux de lumière et d'ombre.
Sur le mur du fond, il convient de mentionner les fresques du XVe siècle de Giovanni da Sulmona, commandées par Rita Cantelmo (Baptême de Jésus, Entrée à Jérusalem, Jésus portant la croix et Crucifixion). Toutefois, l'identité exacte de l'auteur de ces fresques fait l'objet d'un débat parmi les critiques, certains l'attribuant à un anonyme, appelé "Maître de la chapelle Caldora", qui aurait également travaillé sur le chantier des fresques de l'église San Silvestro à L'Aquila.
Sous le presbytère de l'église abbatiale se trouve la crypte médiévale à plan irrégulier, avec des voûtes d'arêtes, soutenues par des colonnes surmontées de chapiteaux originaux décorés de motifs géométriques. Dans une petite pièce le long du mur court un banc de pierre d'où partent sept petites colonnes, se rejoignant au centre de la coupole. Dans une niche, se trouve une peinture du XIVe siècle représentant Saint Pierre Célestin distribuant la règle.

### Extérieur

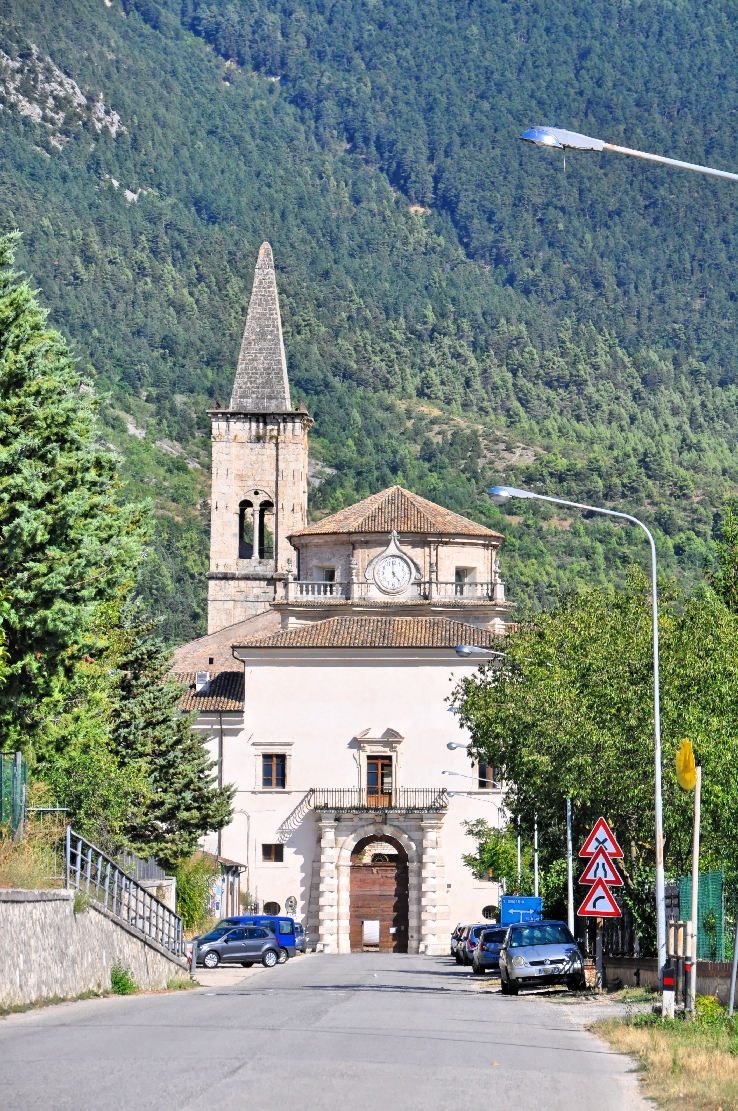
Vue de l'entrée : le clocher, la coupole et l'horloge du tympan de la façade

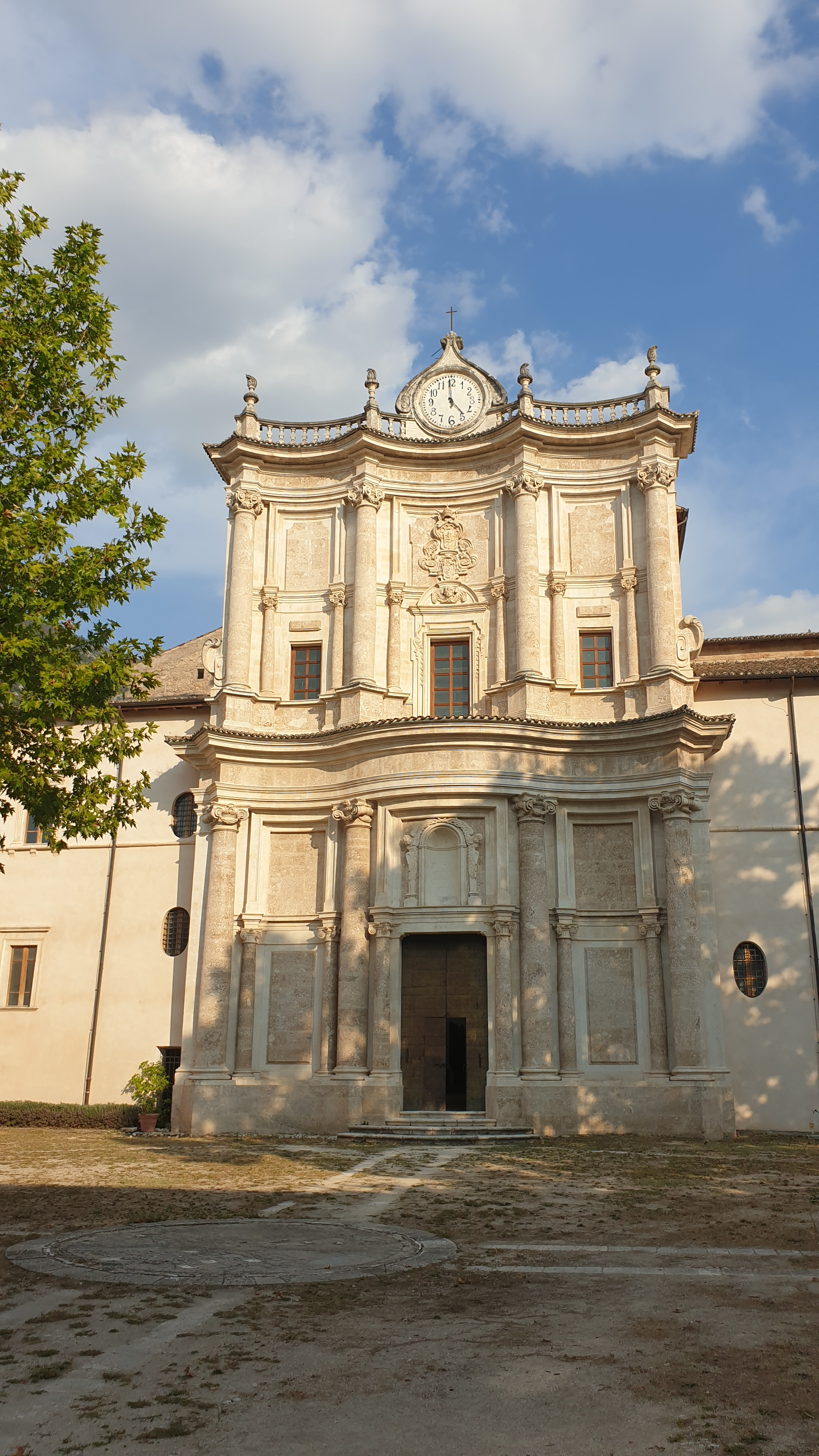
Façade baroque

L'abbaye est structurée autour de cinq grandes cours situées à l'intérieur du périmètre muré de plan quadrangulaire, avec quatre tours carrées placées aux angles, réaménagées au XIXe siècle pour servir de postes de sentinelle pour la prison. On accède à l'abbaye par un grand portail en bossage donnant sur la rue, face à la cour principale où se dresse la façade concave de l'abbaye, tandis qu'une deuxième grande cour se trouve de l'autre côté. Ces cours conservent des traces du cloître médiéval : la cour principale, dite "des Platanes", permet l'accès ; la façade est de style borrominien (elle ressemble à celle de San Carlo alle Quattro Fontane), refaite après le tremblement de terre de 1706 et achevée une trentaine d'années plus tard. Quatre portails de style michelangelesque introduisent aux escaliers monumentaux.
Le **Cour des Nobles** a une forme rectangulaire, entourée d'un portique avec des voûtes et des murs décorés de stuc ; l'étage supérieur est orné de paires de pilastres soutenant les fenêtres, avec un fronton en pierre ; le clocher en forme de tour à trois niveaux, avec des fenêtres à meneaux sur chaque côté et une flèche pyramidale, a été commandé par l'abbé Donato di Taranto en 1596. Les portails du Fief sont situés en diagonale et symétriques par rapport à l'entrée principale dans les murs, ils datent du XVIIIe siècle et présentent à la fois des piédroits et un arc en plein cintre, revêtus de bossages en pointe de diamant, tandis qu'au centre du fronton, fermé par des volutes latérales, se trouve l'emblème de la Congrégation des Célestins : une croix entrelacée avec la lettre "S" (initiale de Spiritus).
Le portail de la façade est l'œuvre de Catterino di Rainaldi de Pescocostanzo, il est en plein cintre, encadré par un encadrement trapézoïdal fait de rangées de pierres lisses et bosselées, et flanqué de deux piliers composés de tronçons cylindriques et parallélépipédiques, dont les chapiteaux servent de consoles pour le balcon supérieur, où s'ouvre une fenêtre rectangulaire avec un cadre mouluré et un fronton courbe brisé. L'atrium est décoré d'une perspective en trompe-l'œil avec des portraits des souverains napolitains, peints en monochrome au XVIIIe siècle par le moine Joseph-Martinez Cinto.

## Les œuvres anciennes appartenant à l'abbaye
La richesse décorative de l'abbaye a été perdue lors des spoliations survenues en 1868, ainsi que quelques années auparavant avec le passage des Français. Dans un acte notarié de 1894, basé sur l'inventaire compilé par l'archéologue local Antonio De Nino en 1890, de nombreuses œuvres appartenant à la commune étaient signalées, ou dispersées dans les églises de Sulmona : deux toiles du XVIIe siècle représentant le Baptême du Christ et le Noli me tangere étaient mentionnées dans l'église Santa Maria della Tomba, ainsi que deux confessionnaux en bois déplacés dans l'église San Francesco della Scarpa.
Parmi le groupe de biens exposés dans le Musée Civique de la Santissima Annunziata de Sulmona, il faut rappeler les stalles en bois de 1598, d'une structure sobre, enrichies de sculptures et de motifs classiques et végétaux, des huiles sur toile de Saint Benoît d'Anthon Raphael Mengs datant de 1758, puis Apothéose de Saint Pierre Célestin de Giovanni Conca de 1750 et Sainte Catherine - Sainte Lucie de Giuseppe Simonelli. Dans l'œuvre de Mengs, l'artiste exprime son idéal de sobriété classique, et représente un lien solide entre l'Abruzzo et Rome au début du XVIIIe siècle. Dans la toile de Saint Pierre Célestin, les figures apparaissent immergées dans une atmosphère lumineuse, l'œuvre se caractérise par la préférence accordée à une gamme de couleurs vives et des solutions formelles élégantes. L'œuvre Sainte Catherine et Sainte Lucie est d'un auteur inconnu, qui s'inspire du style giordanesque, avec des références à Giuseppe Simonelli.